# 24-й танковый корпус (СССР)
24-й танковый корпус (24-й тк) — оперативно-тактическое воинское соединение (объединение) Вооружённых Сил СССР.

## История
Сформирован 7.04.1942 как 24-й танковый корпус в составе 4-й гвардейской, 130-й, 54-й танковых и 24-й мотострелковой бригад и др. корпусных частей.

### Боевой путь

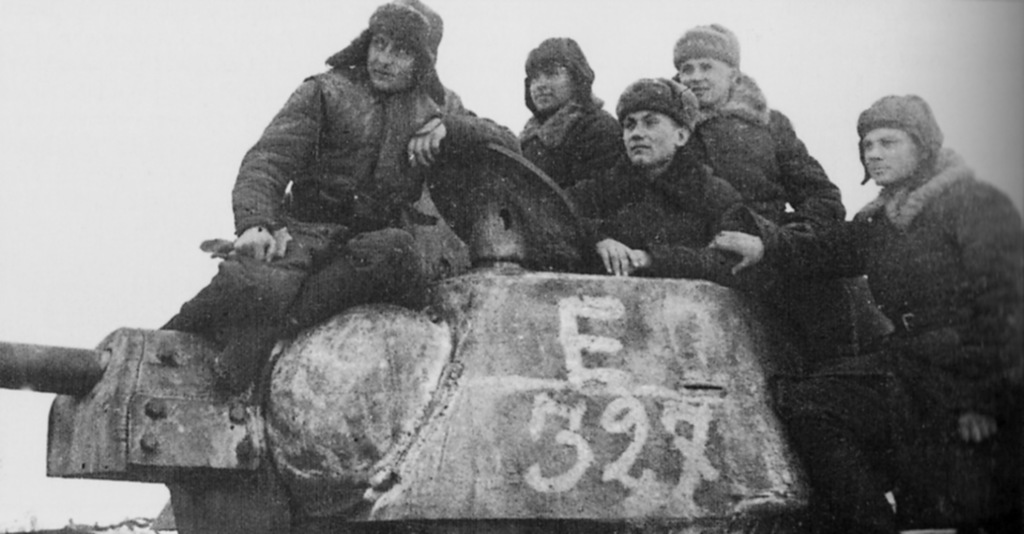
Танкисты 24-го танкового корпуса (с 26 декабря 1942 года - 2-го гвардейского) на броне танка Т-34. Сталинград, декабрь 1942 г.

Приказом по войскам Южного фронта № 00156 в районе Ворошиловграда, на основании приказа главнокомандующего Юго-Западным направлением № 00274/оп от 17 апреля 1942 г., для «более массированного использования танков» был сформирован 24-й танковый корпус.
Корпус сразу вступил в затяжные бои в Харьковском оборонительном сражении и после тяжёлых майских боёв на Южном фронте был заново сформирован осенью. Практически до ноября находился в резерве Ставки ВГК, восстанавливая боеспособность после того, как потерял две трети состава под Харьковом.
Корпус часто перегруппировывался из одного района в другой в готовности отразить попытки противника форсировать реку Оскол. Оборонительные действия фронта завершились отходом войск его левого крыла за Оскол. Противнику не удалось уничтожить наши войска на правом берегу этой реки, однако на харьковском направлении он значительно улучшил своё оперативное положение и занял выгодные исходные позиции для последующих операций.
В июле 1942 года корпус участвовал в оборонительных боях на воронежском направлении.
В декабре, входя в состав 1-й гвардейской армии Юго-Западного фронта, корпус отличился в рейде на станицу Тацинская, где разгромил находящиеся там гарнизон и аэродром, с которого обеспечивалась окружённая 6-я армия Паулюса, за что и заслужил звание 2-го гвардейского Тацинского.

### Рейд к Тацинской

#### Советская версия
Одной из ярких страниц в боевой летописи танкистов является рейд 24-го танкового корпуса по тылам врага в декабре 1942 года..

За 10 дней боев было истреблено 11292 офицера и солдата противника, 4769 человек взято в плен. Воины корпуса уничтожили 106 орудий, подбили и сожгли 84 танка, уничтожили 431 самолёт.
Своими активными действиями 24-й танковый корпус сыграл существенную роль в выполнении задачи не только 1-й гвардейской армией, но и Юго-Западным фронтом в целом. В ходе преследования врага он прошёл с боями около 240 км и нанёс противнику большой урон.
Захват советскими танкистами аэродрома в Тацинской и уничтожение на нём большого количества транспортных самолётов существенно усложнили снабжение немецко-фашистских войск, окружённых под Сталинградом, и ускорили их капитуляцию.
Советское правительство высоко оценило подвиг танкистов корпуса. За проявленные ими воинское мастерство, отвагу и мужество 24-й танковый корпус 26 декабря 1942 года был преобразован во 2-й гвардейский танковый корпус и получил почётное наименование Тацинского. Его командир генерал В. М. Баданов стал первым в стране кавалером ордена Суворова II степени. Многие солдаты и офицеры соединения также были удостоены высоких правительственных наград. Звание Героя Советского Союза (посмертно) было присвоено командиру танкового батальона капитану М. Е. Нечаеву.
— Э. В. ПОРФИРЬЕВ. Рейд к Тацинской //Военно-исторический журнал 1987 год, № 11

Из подвижных войск необходимо особо отметить 24-й танковый корпус генерал-майора В. М. Баданова, ставшего у нас первым кавалером ордена Суворова II степени. Оторвавшись от своих войск, этот корпус 24 декабря неожиданно атаковал и захватил станцию Тацинская с огромным количеством трофеев.

…. Гитлеровцам удалось создать оборону севернее Тацинской и Морозовска. 24-й танковый корпус оказался отрезанным от остальных наших войск и четыре дня вёл бой в окружении. Получив разрешение на выход, он протаранил боевые порядки противника и без особых потерь вернулся к своим.
— Дважды Герой Советского Союза Маршал Советского Союза Василевский А. М. Дело всей жизни. Издание 2-е, дополненное. - М.: Политиздат,1975.- С.285.
В рейд корпус ушёл в составе 159 танков. После взятия Тацинской в строю 25 декабря оставалось 58 танков (39 Т-34 и 19 Т-70). В дальнейших оборонительных боях за Тацинскую почти все танки были выведены из строя.

#### Немецкая версия
Согласно опубликованным воспоминаниям начальника штаба 48-го танкового корпуса Ф. Меллентина, 24-й танковый корпус русских был полностью уничтожен.
22 декабря 1942 года итальянская армия на Среднем Дону была разгромлена. Передовые части 1-й гвардейской армии русских находились в 130 км от Ростова. Создалась угроза захвата Ростова с северо-востока. Командование группы армий «Дон» направило в штаб 48-го танкового корпуса приказ оставить рубеж реки Чир и передвинуться на 140 км к западу в район станицы Тацинской: гвардейский танковый корпус русских наступал в направлении реки Северский Донец и в канун Рождества овладел аэродромом западнее станицы. На аэродроме базировались самолёты, которые доставляли грузы окружённым в районе Сталинграда войскам. Одновременно, штабом был получен приказ: объединить под своим командованием 6-ю и 11-ю танковые дивизии и восстановить фронт севернее и западнее Тацинской. 6-й танковой дивизии надлежало контратаковать русских севернее станицы Тацинской, закрыть брешь в линии фронта и отрезать пути отхода прорвавшемуся гвардейскому танковому корпусу. 11-й танковой дивизии поручалось уничтожить отрезанные русские войска.
 Гвардейский корпус русских, окруженный 11-й танковой дивизией, посылал по радио отчаянные просьбы о помощи, причем большинство из них открытым текстом. Однако все было напрасно. Генерал Бальк и его части неплохо потрудились, и все окруженные войска были либо уничтожены, либо захвачены в плен. — Меллентин Ф., Бронированный кулак вермахта. Смоленск:«Русич», 1999.-528 с.(«Мир в войнах») стр. 301
Приказом НКО СССР № 412 от 26 декабря 1942 года 24-й танковый корпус преобразован во 2-й гвардейский танковый корпус.
В июле 1945 года 2-й гвардейский танковый корпус был преобразован в 2-ю гвардейскую танковую дивизию.

## Состав корпуса
- Управление корпуса
- 4-я гвардейская танковая бригада
- 54-я танковая бригада
- 130-я танковая бригада
- 24-я мотострелковая бригада
- 658-й зенитно-артиллерийский полк
- 413-й отдельный гвардейский миномётный дивизион
- 30-я отдельная автотранспортная рота подвоза ГСМ, с 16.12.1942
- 156-я подвижная танкоремонтная база, с 20.12.1942
- 112-я подвижная авторемонтная база, с 25.10.1942
- 2158-я полевая касса Госбанка, с 09.08.1942

## Подчинение
- В составе действующей армии: с 20.04.1942 по 28.10.1942; с 04.12.1942 по 26.12.1942.
- 28 июня 1942 года корпус переподчинён из состава Юго-Западного в Брянский фронт[7].
- 7 июля 1942 года в результате разделения Брянского фронта на Брянский фронт и Воронежский фронт, корпус включён в состав Воронежского фронта[8].

## Командиры
- 19.04.1942—26.12.1942 Баданов, Василий Михайлович, генерал-майор т/в